# اريك إل. شوارتز
اريك إل. شوارتز (بالإنجليزية: Eric L. Schwartz)‏ هو عالم أعصاب أمريكي، ولد في 1947، وتوفي في 31 ديسمبر 2018.